# Noruega en la Copa Mundial de Fútbol de 1998
La Selección de Noruega fue uno de los 32 países participantes, en lograr la clasificación a la Copa Mundial de Fútbol de 1998, que se realizó en Francia.
Noruega llegó por tercera vez a este evento y la segunda en forma consecutiva, y cabe destacar que fue durante el proceso clasificatorio. El combinado noruego fue emparejado en el Grupo A, en el que también estaban Brasil (equipo que a la postre, sería subcampeón de esa edición), Escocia e Marruecos.
El reto no estuvo a favor de los noruegos, ya que vencieron a los brasileños, empataron ante los escoceses y los marroquíes y perdieron ante Italia, este último en los Octavos de final.

## Clasificación
Luego de la disputa del Grupo 3, Noruega culminó en la primera posición, por lo que se clasificó directamente a la Copa Mundial de Fútbol, dejando en segundo lugar a Hungría, que clasificó al repechaje.

### Grupo 3
| Equipo     | Pts | PJ | PG | PE | PP | GF | GC | Dif |
| ---------- | --- | -- | -- | -- | -- | -- | -- | --- |
| Noruega    | 20  | 8  | 6  | 2  | 0  | 21 | 2  | 19  |
| Hungría    | 12  | 8  | 3  | 3  | 2  | 10 | 8  | 2   |
| Finlandia  | 11  | 8  | 3  | 2  | 3  | 11 | 12 | −1  |
| Suiza      | 10  | 8  | 3  | 1  | 4  | 11 | 12 | −1  |
| Azerbaiyán | 3   | 8  | 1  | 0  | 7  | 3  | 22 | −19 |

| Fecha                    | Lugar    | Partido    | Partido | Partido | Partido | Partido    |
| ------------------------ | -------- | ---------- | ------- | ------- | ------- | ---------- |
| 2 de junio de 1996       | Oslo     | Noruega    |         | 5:0     |         | Azerbaiyán |
| 9 de octubre de 1996     | Oslo     | Noruega    |         | 3:0     |         | Hungría    |
| 10 de noviembre de 1996  | Berna    | Suiza      |         | 0:1     |         | Noruega    |
| 30 de abril de 1997      | Oslo     | Noruega    |         | 1:1     |         | Finlandia  |
| 8 de junio de 1997       | Budapest | Hungría    |         | 1:1     |         | Noruega    |
| 20 de agosto de 1997     | Helsinki | Finlandia  |         | 0:4     |         | Noruega    |
| 6 de septiembre de 1997  | Bakú     | Azerbaiyán |         | 0:1     |         | Noruega    |
| 10 de septiembre de 1997 | Oslo     | Noruega    |         | 5:0     |         | Suiza      |

## Jugadores
| #  | Nombre               | Posición      | Club                 |
| -- | -------------------- | ------------- | -------------------- |
| 1  | Frode Grodås         | Portero       | Chelsea FC           |
| 2  | Gunnar Halle         | Defensa       | Leeds United FC      |
| 3  | Ronny Johnsen        | Defensa       | Manchester United FC |
| 4  | Henning Berg         | Defensa       | Manchester United FC |
| 5  | Stig Bjørnebye       | Defensa       | Liverpool FC         |
| 6  | Ståle Solbakken      | Mediocampista | Aalborg              |
| 7  | Erik Mykland         | Mediocampista | FC Copenhague        |
| 8  | Øyvind Leonhardsen   | Mediocampista | Liverpool FC         |
| 9  | Tore Andre Flo       | Delantero     | Chelsea FC           |
| 10 | Kjetil Rekdal        | Mediocampista | Hertha BSC Berlin    |
| 11 | Mini Jakobsen        | Mediocampista | Rosenborg BK         |
| 12 | Thomas Myhre         | Portero       | Charlton Athletic FC |
| 13 | Esper Baardsen       | Portero       | Tottenham Hotspur FC |
| 14 | Vegard Heggem        | Delantero     | Rosenborg BK         |
| 15 | Dan Eggen            | Defensa       | RC Celta de Vigo     |
| 16 | Jostein Flo          | Delantero     | Strømsgodset IF      |
| 17 | Havard Flo           | Delantero     | SV Werder Bremen     |
| 18 | Egil Østenstad       | Delantero     | Southampton FC       |
| 19 | Erik Hoftun          | Defensa       | Rosenborg BK         |
| 20 | Ole Gunnar Solskjaer | Delantero     | Manchester United FC |
| 21 | Vidar Riseth         | Mediocampista | LASK Linz            |
| 22 | Roar Strand          | Mediocampista | Rosenborg BK         |
| DT | Egil Olsen           |               |                      |

## Participación

### Grupo A
| Equipo    | Pts | PJ | PG | PE | PP | GF | GC | Dif |
| --------- | --- | -- | -- | -- | -- | -- | -- | --- |
| Brasil    | 6   | 3  | 2  | 0  | 1  | 6  | 3  | 3   |
| Noruega   | 5   | 3  | 1  | 2  | 0  | 5  | 4  | 1   |
| Marruecos | 4   | 3  | 1  | 1  | 1  | 5  | 5  | 0   |
| Escocia   | 1   | 3  | 0  | 1  | 2  | 2  | 6  | -4  |

| 10 de junio de 1998, 21:00 | Marruecos             | 2:2 (1:1) | Noruega                         | Stade de la Mosson, Montpellier                                         |                                                                         |
|                            | Hadji 37' · Hadda 60' | Reporte   | Chippo 45+1' (a.g.) · Eggen 61' | Asistencia: 29 800 espectadores Árbitro(s): Pirom Anprasert (Tailandia) | Asistencia: 29 800 espectadores Árbitro(s): Pirom Anprasert (Tailandia) |

| 16 de junio de 1998, 17:30 | Escocia    | 1:1 (0:0) | Noruega    | Parc Lescure, Burdeos                                               |                                                                     |
|                            | Burley 66' | Reporte   | H. Flo 46' | Asistencia: 31 800 espectadores Árbitro(s): Laszlo Vagner (Hungría) | Asistencia: 31 800 espectadores Árbitro(s): Laszlo Vagner (Hungría) |

| 23 de junio de 1998, 21:00 | Brasil     | 1:2 (0:0) | Noruega                          | Stade Vélodrome, Marseille                                                       |                                                                                  |
|                            | Bebeto 78' | Reporte   | T.A. Flo 83' · Rekdal 89' (pen.) | Asistencia: 55 000 espectadores Árbitro(s): Esfandiar Baharmast (Estados Unidos) | Asistencia: 55 000 espectadores Árbitro(s): Esfandiar Baharmast (Estados Unidos) |

### Octavos de final
| 27 de junio de 1998, 16:30 | Italia    | 1:0 (1:0) | Noruega | Stade Vélodrome, Marsella                                              |                                                                        |
|                            | Vieri 18' | Reporte   |         | Asistencia: 55 000 espectadores Árbitro(s): Bernd Heynemann (Alemania) | Asistencia: 55 000 espectadores Árbitro(s): Bernd Heynemann (Alemania) |